# داني رينولدز (لاعب كرة قدم)
داني رينولدز (بالإنجليزية: Danny Reynolds)‏ هو لاعب كرة قدم أمريكي في مركز الدفاع، ولد في 27 يونيو 1997 في Shilton, Oxfordshire ‏ في المملكة المتحدة. لعب مع تاكوما ديفنس.

## وصلات خارجية
- داني رينولدز (لاعب كرة قدم) على موقع قاعدة بيانات كرة القدم.إي يو (الإنجليزية)
- داني رينولدز (لاعب كرة قدم) على موقع قاعدة بيانات كرة القدم.إي يو (الإنجليزية)
- داني رينولدز (لاعب كرة قدم) على موقع Soccerway.com (الإنجليزية)